# Talorc III
Talorc, hijo de Foith o hijo de Uuid, (fallecido en 653) fue rey de los pictos entre 641 y 653.
La Crónica Picta le da un reinado de doce años tras su hermano Bruide II. Un tercer hermano, Gartnait III, había sido rey antes de Bruide.
Su muerte está referida en los Anales de Úlster y los Anales de Tigernach. Le sucedió Talorcan, hijo de Eanfrido de Bernicia.